# Cleruchus raignieri
Cleruchus raignieri är en stekelart som beskrevs av Debauche 1948. Cleruchus raignieri ingår i släktet Cleruchus och familjen dvärgsteklar.
Artens utbredningsområde är Belgien. Inga underarter finns listade i Catalogue of Life.